# Dwayne Allen
(en) Statistiques sur pro-football-reference
Dwayne Allen (né le 24 février 1990 à Fayetteville) est un joueur américain de football américain. Il joue actuellement avec les Colts d'Indianapolis.

## Enfance
Allen étudie à la Terry Sandford High School de sa ville natale de Fayetteville. Lors de ses années lycéennes, il reçoit soixante-huit passes pour 1257 yards.

## Carrière

### Université
Il entre à l'université de Clemson en 2008 où il est redshirt lors de sa première année. En 2009, il est tight end titulaire lors de six matchs et reçoit dix passes pour 108 yards et trois touchdowns. En 2010, il obtient le poste de tight end titulaire et reçoit trente-trois passes pour 373 yards et un touchdown. La saison 2011 le voit étonner en réceptionnant vingt-sept passes pour 381 yards et quatre touchdowns lors des sept premiers matchs de la saison. Le 8 décembre 2011, il reçoit le John Mackey Award, trophée récompensant le meilleur tight end du Championnat NCAA de football américain.

### Professionnel
Dwayne Allen est sélectionné au troisième tour du draft de la NFL par les Colts d'Indianapolis, au soixante-quatrième choix. Il joue tous les matchs de la saison comme titulaire, recevant quarante-cinq passes pour 521 yards et quatre touchdowns. Il se blesse à la hanche lors du premier match de la saison 2013 et déclare forfait pour le reste du championnat.

## Palmarès
- Second équipe de la conférence ACC 2010
- Vainqueur du John Mackey Award 2011
- Équipe All-America 2011
- Vainqueur du LIII avec les Patriots de la Nouvelle-Angleterre